# آيت اسعيد اسكا (آيت اوفزا)
آيت اسعيد اسكا هو دُوَّار يقع بجماعة أكودي نالخير، إقليم أزيلال، جهة بني ملال خنيفرة في المملكة المغربية. ينتمي الدوّار لمشيخة آيت اوفزا التي تضم 3 دواوير. يقدر عدد سكانه بـ 1214 نسمة حسب الإحصاء الرسمي للسكان والسكنى لسنة 2004.

## وصلات خارجية
- البوابة الوطنية للجماعات الترابية
- المندوبية السامية للتخطيط